# Провіденсьялес
Острів Провіденсьялес (англ. Providenciales) — острів на північному-заході островів Кайкос, який входить до складу островів Теркс і Кайкос, британської заморської території. Острів має площу 98 км2 (38 миля2), а населення за переписом 2012 року становить 23 769 осіб. Провіденсьялес — найбільший острів за населенням, третій за площею. Провіденсьялес був визнаний найкращим пляжним місцем у світі за версією TripAdvisor у 2011 році.

## Історія
Острів був відкритий у 1458 році. Саме тоді іспанські моряки поверталися з Нового світу до Старого. У 1788 році португалець Ріко Коспера відкрив для себе острів, і назвав його «Провіденсьялес» на честь славетного мореплавця-завойовника.

## Факти
На відміну від інших островів Теркса і Кайкоса, Провіденсьялес має місцевий долар (₧$). Знак місцевої валюти походить від поєднання місцевого «Pru vina Te sales»(Бог-нашого Острова захисник) і знака долара США.

## Галерея

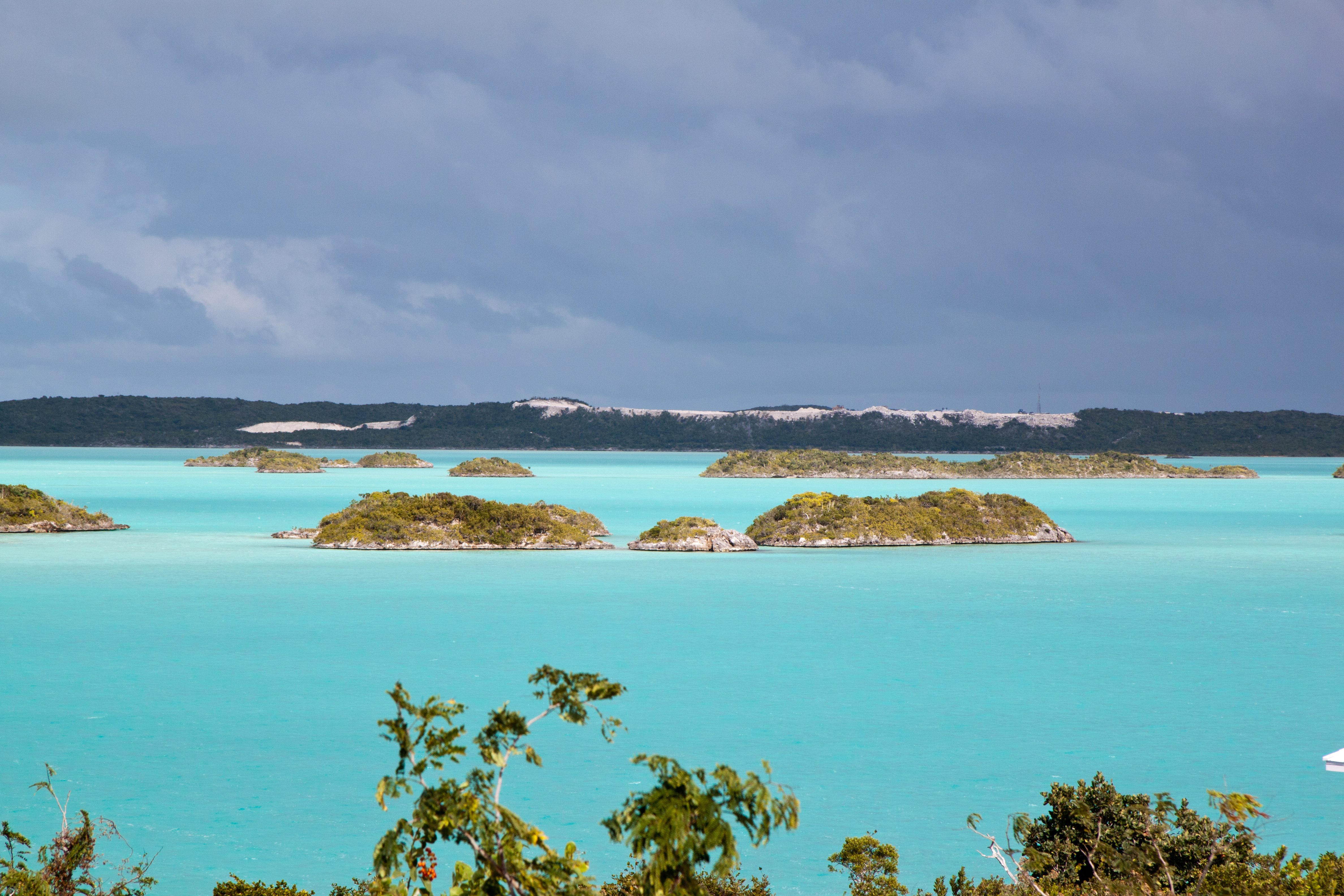
Острови неподалік Чал-Саунд, Провіденсьялес
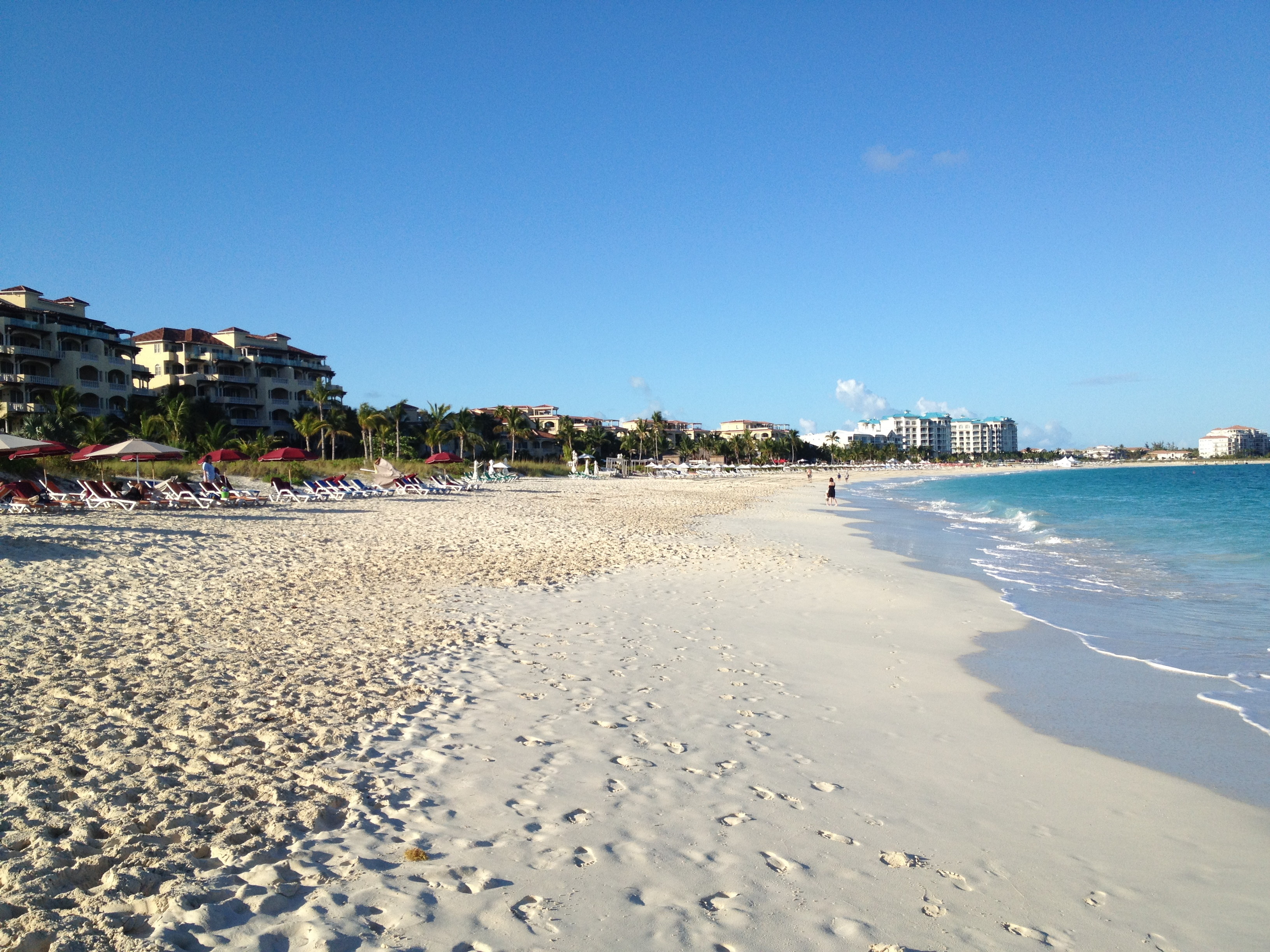
Грейс-Бей
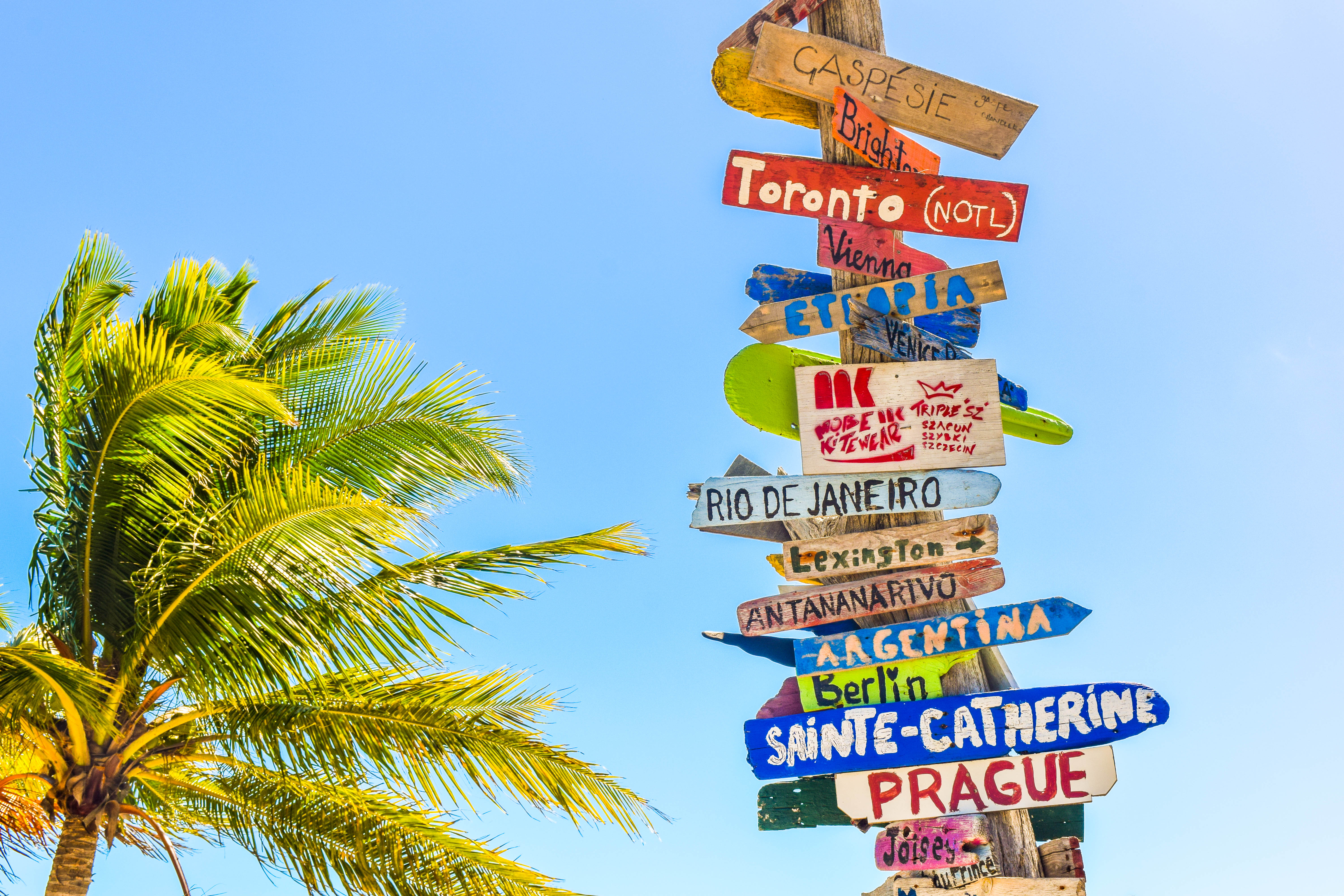
Шляховкази на пляжі Лонг-Бей
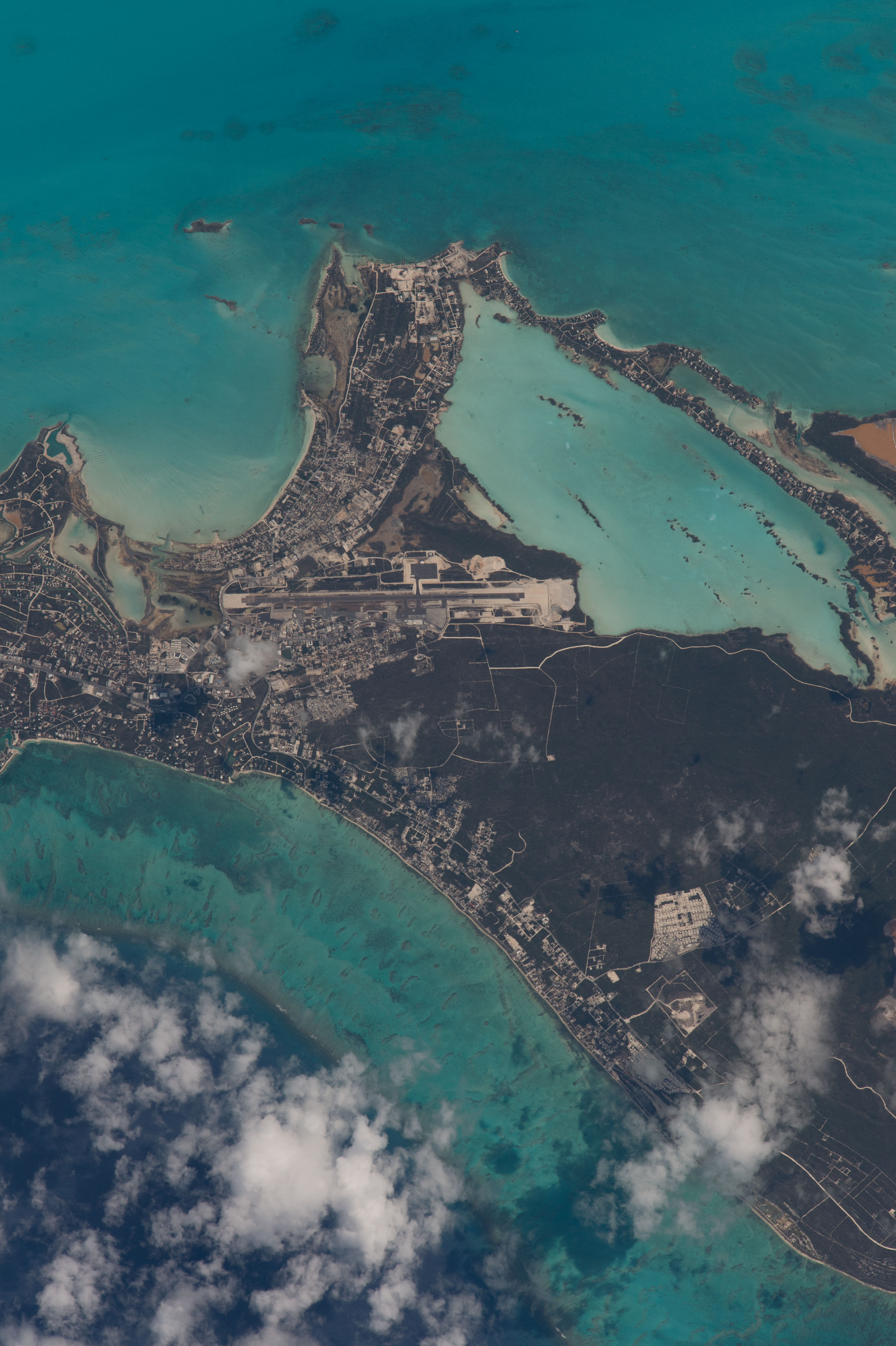
Знімок аеропорту на островах Теркс і Кайкос